# Corte de Yaroslav
La Corte de Yaroslav (en ruso: Ярославово Дворище, Yaroslávovo Dvorische) es un complejo arquitectónico histórico que fue la residencia del príncipe en la ciudad de Nóvgorod el Grande. Comprende una docena de iglesias, unas arcadas a lo largo del río Vóljov, una torre-porche. El complejo se encuentra en la margen derecha, frente a la que se encuentra el Kremlin de Nóvgorod. Actualmente la Corte de Yaroslav comprende un amplio espacio entre la Gran calle de Moscú y la ribera del Vóljov y entre las calles Iliná y Nicolás, y difiere ligeramente del espacio separado original entre la Corte y el Mercado. El Mercado fue renovado y totalmente modificado en los siglos XVI y XVII; es lo único que ha quedado de la residencia.
El nombre dado a esta Corte proviene de  Yaroslav el Sabio  (978-1054) que construyó un  palacio en este lugar en el siglo X y el siglo XI. Era, en efecto, el príncipe de Nóvgorod (desde 1010 hasta 1019) antes de convertirse en Gran Príncipe de Kiev en 1019. En este conjunto de edificios destaca la catedral de San Nicolás completada el año de la creación de la República de Nóvgorod, en 1136, y cuyo porche de entrada se convirtió, desde el siglo XIII, el principal punto de reunión de la veche de Nóvgorod. En 1224 varios paganos acusados de brujería fueron quemados allí.
Según los estudios tradicionales, después de que los novgorodianos expulsaran al príncipe Vsévolod Mstislávich en 1136, Nóvgorod empezó a elegir a sus propios príncipes y a prohibirles que tuvieran tierras en la ciudad. La Corte de Yaroslav dejó de ser una residencia de príncipes y estos pasaron a residir en Riúrikovo Gorodische (Rurikovo Gorodische).
Como parte del centro histórico de la ciudad de Nóvgorod, el claustro de la Corte de Yaroslav fue declarado Patrimonio de la Humanidad por la Unesco en 1992.

## Galería

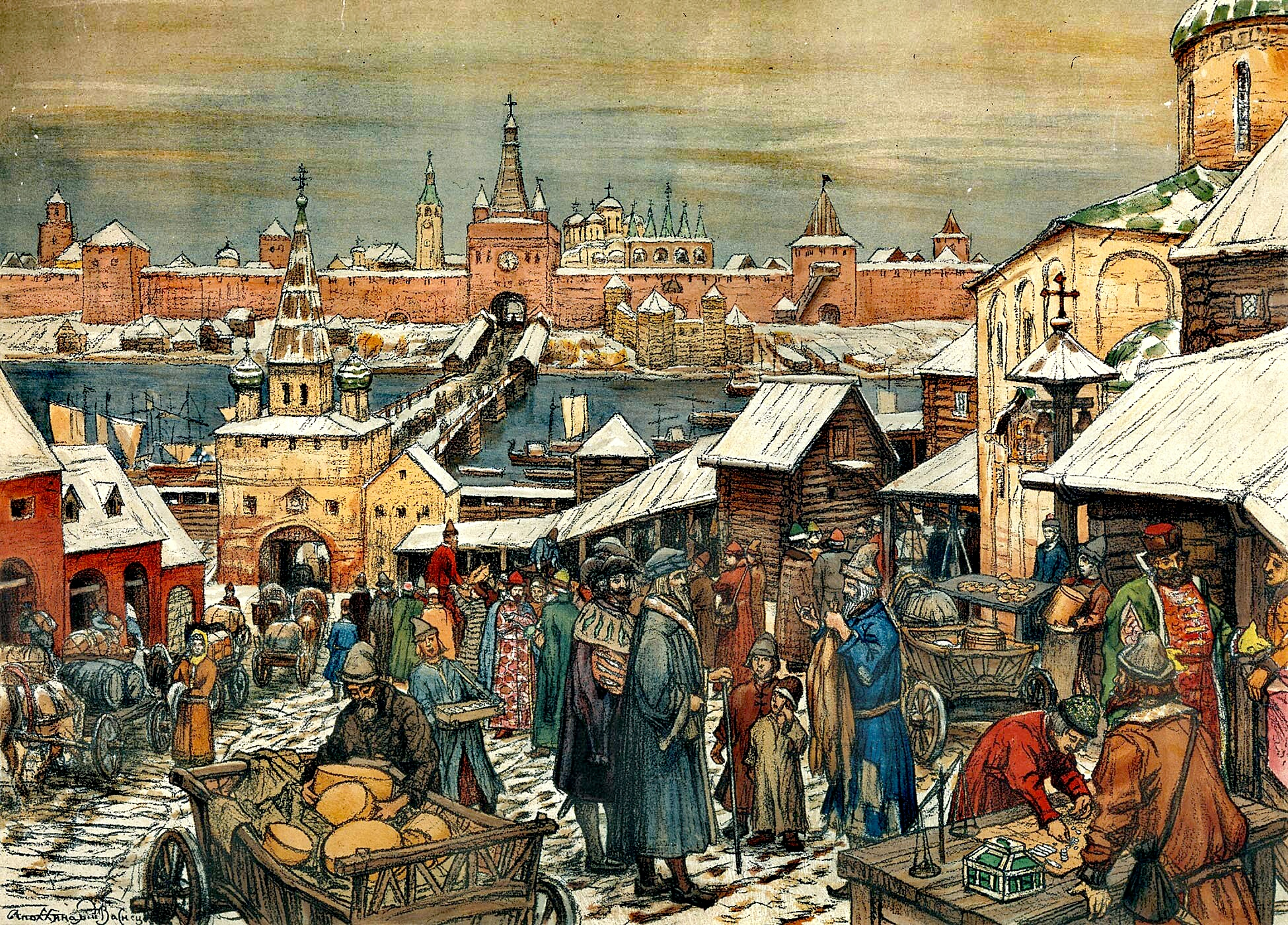
Mercado de Nóvgorod, de Apollinari Vasnetsov (1908–1909)
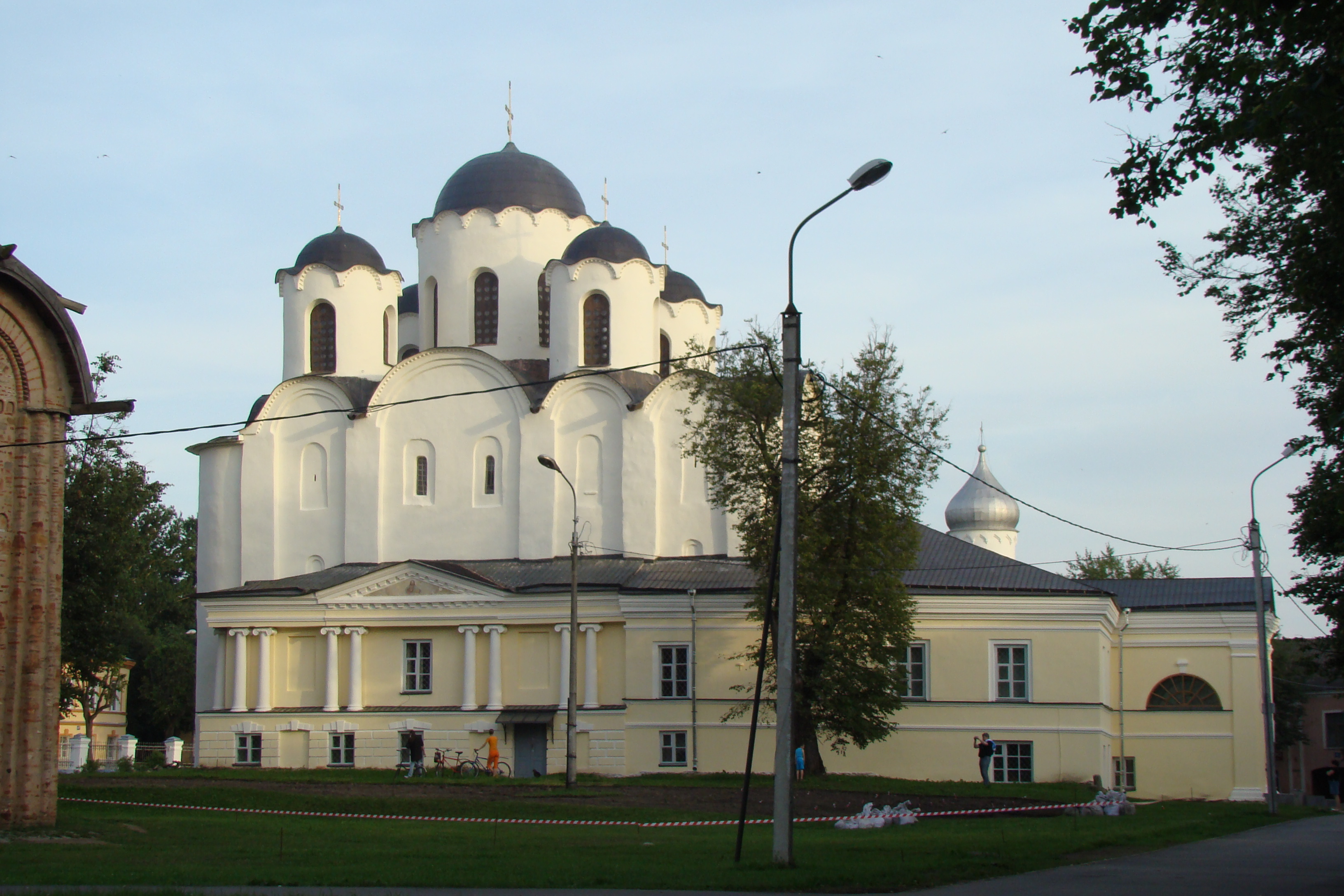
Catedral de San Nicolás (Nóvgorod)
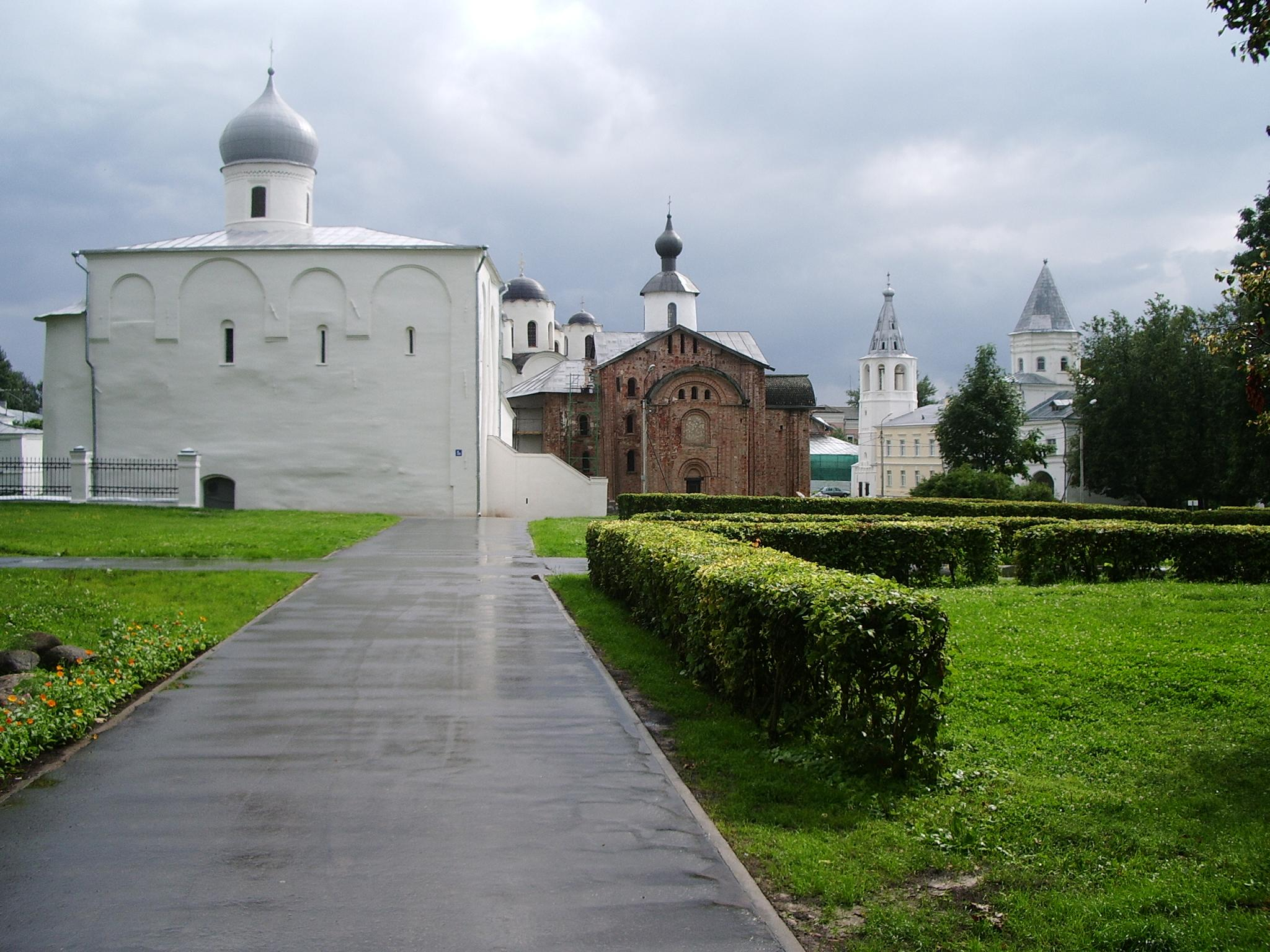
Vista de algunas iglesias
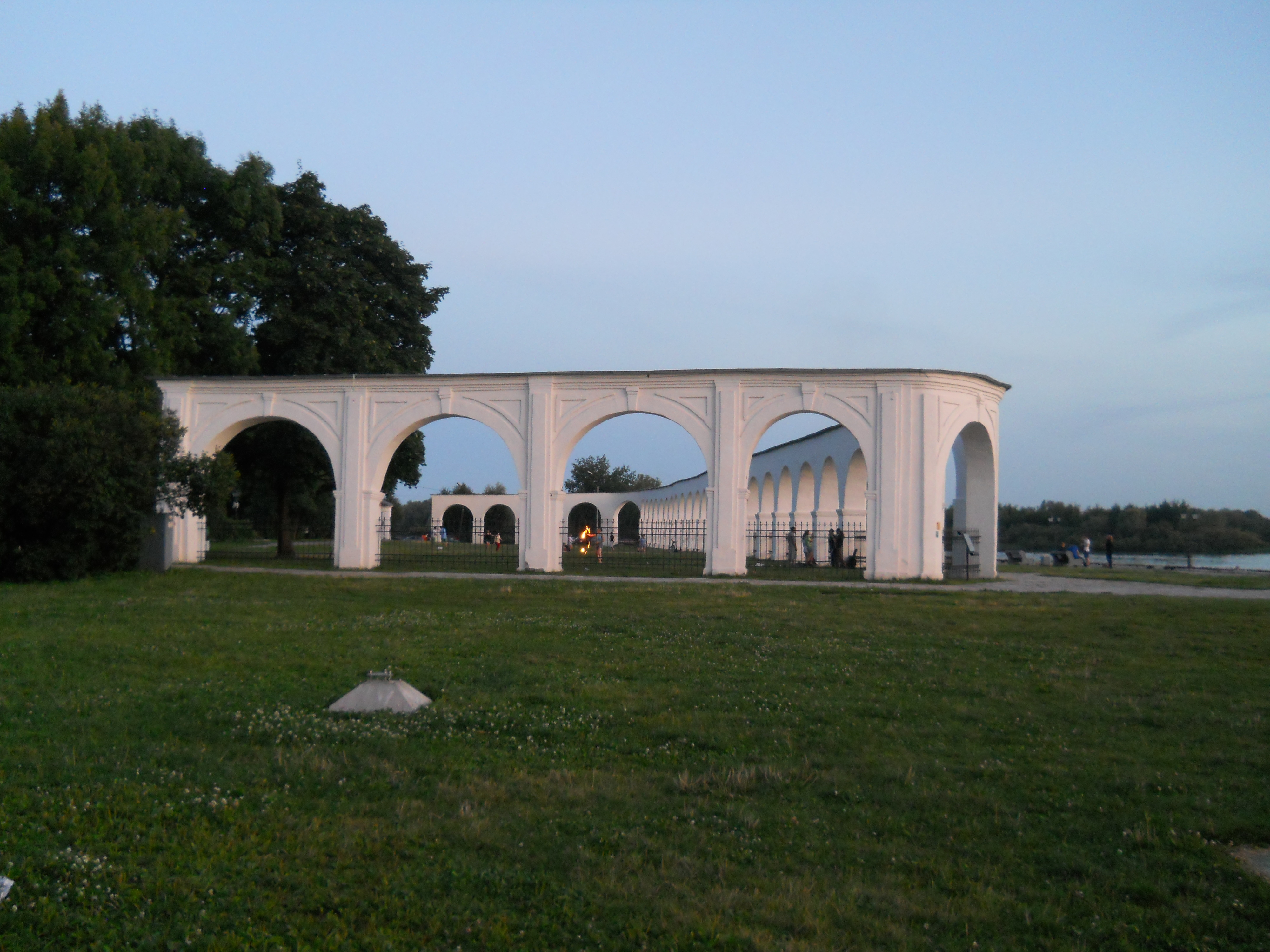
Arcos de la Corte y del mercado.